# José María Planas y Casals
José María Planas y Casals (Barcelona, 1846-Barcelona, 1923) fue un jurista, catedrático y político español.

## Biografía
Nació en 1846 en Barcelona. Jurisconsulto y político catalán, fue catedrático de la Facultad de Derecho de la Universidad de Barcelona. En 1895 empezó a publicar en Barcelona la Revista Jurídica de Cataluña. Como político obtuvo varias veces escaño de diputado en las Cortes de la Restauración, por los distrito electorales de Villafranca del Penedés, Barcelona y Arenys de Mar, todos ellos pertenecientes a la provincia de Barcelona. Falleció en su ciudad natal en 1923.